# Čakajovce
Čakajovce (maďarsky Csekej) jsou obec na Slovensku, v okrese Nitra v Nitranském kraji. Čakajovce jsou od Nitry vzdáleny přibližně 8 km, a to severním směrem. Rozloha obce je 5,78 km2 a nachází se v nadmořské výšce 148 m n. m. V roce 2011 zde žilo 1 111 obyvatel.
Nachází se zde kostel zasvěcený sv. Kateřině, který patří do farnosti Zbehy a který je slovenskou národní kulturní památkou.
Dále je zde slovenský panteon, který vytvořil místní lidový umělec Štefan Lahučký; nejprve zhotovil sochy Andreje Hlinky a Jozefa Tisa, později k ním přibyly Bernolák, Štefánik a Rázus..
Železničná zastávka Čakajovce leží na železniční trati Nové Zámky – Prievidza.